# François Heisbourg
François Heisbourg, né le 24 juin 1949 à Londres, est Senior adviser pour l'Europe de l'International Institute for Strategic Studies (IISS), basé à Londres. Il est conseiller spécial de Bruno Racine, président du conseil d'administration de la Fondation pour la recherche stratégique (en) (FRS).

## Biographie
François Heisbourg est le fils du diplomate et historien luxembourgeois Georges Heisbourg (1918-2008). Ancien élève de l'ENA, il a été membre du Centre d'analyse et de prévision du ministère des Affaires étrangères (1978-79), premier secrétaire à la représentation permanente de la France à l'ONU (1979-1981), conseiller pour les affaires internationales au cabinet du ministre de la Défense (1981-1984), directeur-attaché à Thomson-CSF (1984-1987), directeur désigné de l'Institut universitaire de hautes études internationales de Genève, directeur du développement stratégique de Matra Défense Espace (1992-1997), responsable d'une mission interministérielle sur la recherche et l'enseignement sur les questions internationales et de défense (1998-2000) et directeur de la Fondation pour la recherche stratégique (2001-2005). De 1998 à 2018, il préside le Conseil de Fondation du Centre de politique de Sécurité de Genève[source secondaire nécessaire].
Il a fait partie du groupe des personnalités chargé par la Commission européenne de créer le programme européen de recherche de sécurité (PERS), de la Commission internationale pour les Balkans, du comité de pilotage du Livre Blanc gouvernemental La France face au terrorisme, de la Commission du Livre Blanc sur la Défense et la Sécurité nationale (Livres blancs de 2008 et 2013), de la Commission internationale sur la non-prolifération et le désarmement nucléaires (ICNND). Il appartient à la Global Commission for Post-Pandemic Policy créée après l'apparition de la Covid 19
Il a assuré le cours magistral sur l'espace mondial à l'Institut d'études politiques de Paris.
François Heisbourg est directeur de l'International Institute for Strategic Studies (IISS) (un think-tank britannique spécialisé dans les conflits internationaux) de 1987 à 1992, puis il devient en septembre 2001 président du conseil de l'IISS, responsable de la due diligence intellectuelle et du travail stratégique de mise en réseau jusqu'en 2018. En automne des années 2015, 2016 et 2017, il a été Richard von Weizsäcker Fellow dans le cadre de la Bosch Academy à Berlin. En janvier 2019, il est nommé conseiller pour l’Europe de l'IISS.[source secondaire nécessaire]

## Distinctions
Il est officier dans l'ordre de la Légion d'honneur, chevalier de l'ordre national du Mérite, commandeur de l'ordre du Mérite de la République fédérale d'Allemagne, commandeur de l'Ordre de la Couronne de chêne (Luxembourg), commandeur de l'Ordre du Lion (Finlande), chevalier du Mérite militaire espagnol, officier de l'ordre du Mono (Togo).

## Controverses
Dans le cadre de la polémique sur les armes de destruction massive irakiennes, il est critiqué pour avoir affirmé dans Le Monde du 10 septembre 2002, au lendemain de la publication par l'IISS du dossier Iraq's Weapons of Mass Destruction: A Net Assessment, que « les armes biologiques et chimiques existent bel et bien ». Le rapport de l'IISS, largement diffusé et présenté par François Heisbourg lui-même, notamment à Bruxelles où l'IISS a une forte audience, et à une période particulièrement critique dans le débat international, sera utilisé par Tony Blair, mais aussi par l'administration américaine pour justifier la guerre d'Irak. 
De plus, le 17 septembre 2002, François Heisbourg explique que « la France, quant à elle, ne pourra pas, au moment de passer au vote, conduire une politique différente de celle de la majorité du Conseil, c'est-à-dire de celle des États-Unis ». François Heisbourg s'est cependant clairement élevé, dans un deuxième temps, contre la guerre d'Irak avant que celle-ci n'ait commencé.

## Positionnement politique
En 2016-17, lors de la campagne présidentielle, François Heisbourg participe à l'équipe du candidat Emmanuel Macron à partir de l'été 2016 et fait partie du groupe d'experts qui conseillent le président de la République sur les questions de défense. Il fait partie des 60 diplomates qui ont signé une tribune en soutien à ce dernier.

## Ouvrages
- 1986 : La Puce, les hommes et la bombe : l'Europe face aux nouveaux défis technologiques et militaires, avec Pascal Boniface (préf. André Fontaine), Paris, Hachette,  (ISBN 2-01-011449-3) et 19 mars 1991  (ISBN 9782010114496)
- 1995 : Les Volontaires de l'an 2000. Pour une nouvelle politique de Défense., Balland, 14 novembre 1995,  (ISBN 978-2715810990)
- 2001 : Hyperterrorisme : la nouvelle guerre., (avec la FRS), Odile Jacob, 3 novembre 2001,  (ISBN 978-2-73811-080-0) et 19 avril 2003  (ISBN 978-2738112897)
- 2004 : 11 septembre, rapport de La commission d'enquête, de la Commission nationale sur les attaques terroristes contre les États-Unis (préface), Les Équateurs  (ISBN 978-2-84990014-7)
- 2005 : La fin de l'Occident ? L’Amérique, l'Europe et le Moyen-Orient., Odile Jacob, 20 janvier 2005,  (ISBN 978-2738115706)
- 2006 : Le Terrorisme en France aujourd'hui (avec Jean-Luc Marret), Les Équateurs, 23 février 2006,  (ISBN 9782849900338)
- 2007 : L’épaisseur du monde, Stock, 24 janvier 2007,  (ISBN 978-2234059153)
- 2007 : Iran, le choix des armes ?, Stock, 12 septembre 2007,  (ISBN 978-2234060708)
- 2009 : Après Al Qaida - La nouvelle génération du terrorisme, Stock, 4 février 2009,  (ISBN 978-2234061910)
- 2010 : Vainqueurs et vaincus. Lendemains de crise, Stock, 10 février 2010,  (ISBN 978-2234063952)
- 2010 : Les Conséquences stratégiques de la crise (direction), Odile Jacob, 25 février 2010,  (ISBN 978-2738124678)
- 2011 : Les armes nucléaires ont-elles un avenir ? (direction), Odile Jacob, 21 avril 2011,  (ISBN 978-2738126290)
- 2011 : Espace militaire. L’Europe entre souveraineté et coopération (avec Xavier Pasco), Choiseul, 16 septembre 2011,  (ISBN 978-2361590147)
- 2012 : Espionnage et renseignement. Le vrai dossier, Odile Jacob, 16 février 2012,  (ISBN 978-2738127532)
- 2013 : La fin du rêve européen, Stock, 18 septembre 2013,  (ISBN 978-2234075337)
- 2015 : Secrètes histoires. La naissance du monde moderne, Stock, 4 novembre 2015,  (ISBN 978-2234061224)
- 2016 : Comment perdre la guerre contre le terrorisme, Stock, 27 avril 2016,  (ISBN 978-2234081314)
- 2019 : Cet étrange nazi qui sauva mon père, Stock, coll. « Essais - Documents », 6 février 2019,  (ISBN 978-2234083554)
- 2020 : Le Temps des prédateurs. La Chine, les États-Unis, la Russie et nous, Odile Jacob, 27 mai 2020,  (ISBN 978-2738152015)
- 2021 : Retour de la guerre, Odile Jacob, 6 octobre 2021,  (ISBN 9782738157119)
- 2023 : Les Leçons d'une guerre, Odile Jacob, 22 février 2023,  (ISBN 9782415005412)
- 2024 : Un monde sans l'Amérique, Odile Jacob, 18 septembre 2024,  (EAN 9782415009366), 208 p.
- 2025 : Le Suicide de l’Amérique, Odile Jacob,  (EAN 9782415013059), 176 p.

## Prix
- Prix Edmond Fréville Académie des Sciences Morales et Politiques 2002[17].
- Prix Akropolis Association Nationale des Auditeurs de l'Institut des Hautes Etudes de la Sécurité et de la Justice 2012[18].